# Calinaga sudassana
Calinaga sudassana is een vlinder uit de familie van de Nymphalidae. De wetenschappelijke naam van de soort is voor het eerst geldig gepubliceerd in 1893 door Clayton Dissinger Mellvill.